# Baba is you
Baba Is You is een puzzelcomputerspel ontwikkeld door de Finse indie-ontwikkelaar Hempuli. Het spel is op 13 maart 2019 uitgebracht voor de pc en de Nintendo Switch. Het spel draait om het manipuleren van de "regels" van het spel, gerepresenteerd door tegels met tekst erop, om de levels te halen.

## Gameplay
De speler bestuurt over het algemeen een karakter genaamd Baba, hoewel dit in sommige levels anders kan zijn. Ieder level bestaat uit verschillende tegels met tekst die corresponderen met de verschillende eenheden in het level (zoals Baba zelf, de muur, de flag, andere karakters enz.), operators zoals "is" en "and" en tegels met werkwoorden die de eenheden eigenschappen geven (zoals "you" om aan te geven wat de speler op dat moment bestuurt, "push" om aan te geven dat iets geduwd kan worden enz.). Het doel van de levels is het manipuleren van deze tegels om zo nieuwe regels te creëren waarmee het level gewonnen kan worden.